# هاجيمي ياماشيتا
هاجيمي ياماشيتا (باليابانية: 山下 一) هو لاعب اتحاد الرغبي ياباني، ولد في 14 يونيو 1992 في ناغاساكي في اليابان.

## وصلات خارجية
- هاجيمي ياماشيتا على موقع ItsRugby.co.uk (الإنجليزية)